# John Berger (sciatore)
John Filip Berger (Boden, 20 novembre 1937 – Sundbyberg, 12 gennaio 2002) è stato un fondista svedese.

## Biografia
Originario di Sävast di Boden, in carriera vinse la medaglia di bronzo ai IV Giochi olimpici invernali di Garmisch-Partenkirchen 1936 nella staffetta 4x10 km insieme a Erik Larsson, Arthur Häggblad e Martin Matsbo; il tempo totale fu 2:43:03,0, quello di Berger 42:49. Meglio di loro fecero le nazionali della Finlandia e della Norvegia.

## Palmarès

### Olimpiadi
- 1 medaglia, valida anche ai fini iridati:
  - 1 bronzo (staffetta a Garmisch-Partenkirchen 1936)